# ラリタ＝シュウィンガー方程式
場の量子論において、ラリタ＝シュウィンガー方程式（ラリタ＝シュウィンガーほうていしき、英: Rarita–Schwinger equation）は、スピン3/2を持つ相対論的なフェルミ粒子、及びそれと対応するベクトル・スピノル場（ラリタ＝シュウィンガー場）を記述する運動方程式である。1941年にウィリアム・ラリタとジュリアン・シュウィンガーによって初めて導入された。
ラリタ＝シュウィンガー方程式は以下のように表記される。
{\displaystyle i\epsilon ^{\mu \nu \rho \sigma }\gamma ^{5}\gamma _{\nu }\partial _{\rho }\psi _{\sigma }-m\psi ^{\mu }=0}
ここで、{\displaystyle \epsilon ^{\mu \nu \rho \sigma }}は4階の完全反対称テンソル、γνとγ5はガンマ行列、mは場の質量、ψσは通常の4成分ディラック場に時空4成分の添え字がついた16成分のベクトル・スピノル場である。
この方程式は、スピン3/2を持つバリオン（デルタ粒子など）や超対称性粒子であるグラビティーノを記述する際に用いられる。
質量0のラリタ＝シュウィンガー方程式はゲージ不変性が成り立ち、任意のスピノル場 {\displaystyle {\mathcal {\epsilon }}} を用いたゲージ変換 {\displaystyle \psi _{\mu }\rightarrow \psi _{\mu }+\partial _{\mu }\epsilon } の下で不変となる。これは、ラリタ＝シュウィンガー場がスピノル場であると同時にベクトル場でもあることによる性質の一つである。
ラリタ＝シュウィンガー方程式にはディラック方程式と同様に、ワイル表示やマヨラナ表示が存在する。

## ラグランジアン密度
ラリタ＝シュウィンガー場のラグランジアン密度は以下のように表記される。
{\displaystyle {\mathcal {L}}=i\epsilon ^{\mu \nu \rho \sigma }{\bar {\psi }}_{\mu }\gamma ^{5}\gamma _{\nu }\partial _{\rho }\psi _{\sigma }-m{\bar {\psi }}_{\mu }\psi ^{\mu }}
ここで、{\displaystyle {\bar {\psi }}_{\mu }}はラリタ＝シュウィンガー場の随伴表現である。

## ローレンツ群の表現
ラリタ＝シュウィンガー場はローレンツ群の表現論（en:Representation theory of the Lorentz group）において
{\displaystyle \left({\tfrac {1}{2}},{\tfrac {1}{2}}\right)\otimes \left(\left({\tfrac {1}{2}},0\right)\oplus \left(0,{\tfrac {1}{2}}\right)\right)}
と表され、ベクトル場とディラック場のテンソル積として表現される。この表現は
{\displaystyle \left(1,{\tfrac {1}{2}}\right)\oplus \left({\tfrac {1}{2}},1\right)}
と書くこともできる。